# Niibi
Niibi ist ein Dorf in der Landgemeinde Lääne-Nigula, Kreis Lääne, im Westen Estlands.